# 한국집
한국집은 대한민국 전주시 완산구 전동에 위치한 한국 음식점이다. 1952년에 문을 열었으며 대대로 가족 사업으로 이어져 2010년대에는 3대째 주인이 운영하고 있다. 전주비빔밥 전문점 중 가장 오래된 곳이다.
서울 롯데월드몰에 분점을 두고 있다. 이 식당은 자체적으로 참기름, 고추장, 간장을 만든다고 알려져 있다. 2011년 미쉐린 가이드에 등재되었다.

## 같이 보기
- 대한민국의 오래된 식당 목록